# Canthochilum nebulonemi
Canthochilum nebulonemi är en skalbaggsart som beskrevs av T. Keith Philips och Ivie 2008. Canthochilum nebulonemi ingår i släktet Canthochilum och familjen bladhorningar. Inga underarter finns listade.